# Stilbogryllus argyropterus
Stilbogryllus argyropterus är en insektsart som först beskrevs av Alphonse Trémeau de Rochebrune 1934.  Stilbogryllus argyropterus ingår i släktet Stilbogryllus och familjen syrsor. Inga underarter finns listade i Catalogue of Life.